# Drassi
Drassi (en grec : Δράση / Drási, litt. « Action ») est un parti politique grec d'idéologie libérale fondé le 17 mars 2009.
Les membres fondateurs du parti sont, entre autres, Stéfanos Mános (en), Vasílis Kondogiannópoulos (el) (anciens ministres des gouvernements ND), Yiánnis Boutáris (homme d'affaires, élu en 2010 maire de Thessalonique), Thános Verémis (el) (politologue), Konstantínos Markoulákis (el) (acteur), Aléxandros Tombázis (en) (architecte), Níkos Dímou (écrivain).

## Histoire
Les premières élections auxquelles Drassi participe sont les élections européennes de mai 2009, où le parti termine en 9e place avec 0,8% des voix, derrière des partis tels le Parti des chasseurs grecs (en) et le Front macédonien panhellénique (en). Il ne participe ensuite pas aux élections législatives d'octobre 2009.
Aux élections municipales grecques de 2010 (en), les candidats soutenus par Drassi obtiennent des succès notables :
- À la mairie de Thessalonique : Yiánnis Boutáris, cofondateur du parti, est élu.
- À la mairie d'Athènes : Geórgios Kamínis, candidat de la société civile, ancien Défenseur du citoyen, est élu. Il nomme adjoint Tassos Avrandinis (el), membre du Comité central de Drassi.

Aux élections législatives grecques de mai 2012, Drassi présente des listes communes avec le parti Alliance libérale (en). Ces listes obtiennent 1,8 % des voix et la 12e place, immédiatement derrière d'autres listes d'inspiration de centre-droit libéral, l'Alliance démocrate (DISY) de Dóra Bakoyánni (2,56 %) et Recréer la Grèce (Dimourgia Xana, 2,15 %).
Au vu de l'impossibilité de former un nouveau gouvernement et en préparation des élections grecques de juin 2012, Drassi et Alliance libérale s'unissent avec Recréer la Grèce, avec comme objectif de dépasser le seuil de 3% permettant d'entre au Parlement. Alliance démocrate, également approchée, fusionne avec Nouvelle Démocratie. Cependant cette nouvelle liste obtient moins que le score séparé de chaque liste en mai, avec 1,59% et la 8e place, ce qui en fait la première liste à échouer aux portes du Parlement.
En vue des Élections européennes de 2014, Drassi annonce le 22 avril 2014 une nouvelle alliance électorale avec Recréer la Grèce sous le nom de Ponts (el).
La formation obtient son meilleur résultat lors de l'élections législatives de janvier 2015, où elle se présente en coalition avec La Rivière de Stávros Theodorákis. Cette coalition obtient la 4e place avec 6,05 % et 17 députés.

## Idéologie
Le parti politique Drassi reprend plusieurs théories libérales au sein de son programme, comme :
- La création d'un État régalien, une réduction des dépenses publiques sous-jacente. Réductions substantielles du nombre de fonctionnaires. Réforme du statut de fonctionnaire et des dotations accordées par L’état aux collectivités locales. Rationalisation du système de santé en privilégiant l'ambulatoire par exemple.

- Priorité à l'excédent budgétaire dans les lois de finances et investir ces recettes dans une baisse des prélèvements obligatoires pour les entreprises.

- Simplification du code des impôts, avec des impôts peu élevés et un nouveau mécanisme de perception. Taux de 20 % sur le revenu, de 25 % pour la partie du revenu supérieure à 100 000 euros et 30 % pour la partie du revenu supérieure à 300 000 euros. Décharge de 5 000 euros pour chaque contribuable et chaque membre de la famille à charge. TVA à 10 % ou 20 %. Imposition des bénéfices des entreprises de 20 %. Taxation sur les plus-values lors de la cession dʼun bien en remplacement de toutes les taxes liées à la possession ou au transfert de biens immobiliers. Refondation du mécanisme de recouvrement de l'impôt et sanctions envers les fraudeurs.

- Mise en place d'un Revenu Universel de Base garantie pour tous les citoyens en supprimant toutes les cotisations obligatoires de sécurité sociale et de pension retraite. Revenu Universel de Base à 700 euros par mois à la 67e année. Dʼaprès le parti, le mécanisme est rendu possible dʼune part par la hausse de lʼemploi liée à une meilleure compétitivité, à la suite de la baisse des impôts sur les sociétés, mais également par la suppression des pensions les plus élevées payées actuellement. Il est prévu une période transitoire dʼadaptation, afin de ne pas porter atteinte aux retraités actuels et à ceux qui ont déjà payer leurs cotisations.

- Financement des collectivités locales avec la taxe sur lʼimmobilier, dont se déchargera lʼÉtat central pour la transférer aux collectivités.

- Privatisations et cession des biens immobiliers de lʼÉtat en vue de rembourser la dette publique.

## Résultats électoraux

### Élections législatives
| Année          | Voix    | %      | Sièges |
| -------------- | ------- | ------ | ------ |
| mai 2012       | 75 428  | 1,80 % | 0      |
| juin 2012      | 98 050  | 1,59 % | 0      |
| janvier 2015   | 373 858 | 6,05 % | 17     |
| septembre 2015 |         |        |        |

### Élections européennes
| Année | Voix   | %    | Sièges |
| ----- | ------ | ---- | ------ |
| 2009  | 38 895 | 0,76 | 0      |
| 2014  | 51 542 | 0,91 | 0      |